# Első Nápolyi Köztársaság
Az Első Nápolyi Köztársaság (Repubblica Napoletana) 1647 és 1648-ban létezett néhány hónapig. Megalakulását Masaniello és Giulio Genoino  spanyol alkirályok ellen vezetett felkelése váltotta ki. A köztársaság vezetője II. Lotaringiai Henrik volt, I. Anjou René nápolyi király leszármazottja. 
Több hivatalos megnevezéssel is illették: Serenissima Repubblica di questo regno di Napoli (A Nápolyi Királyság Fenséges Köztársasága), Reale Repubblica (Királyi Köztársaság), Serenissima Monarchia repubblicana di Napoli (Nápoly Fenséges Köztársasági Királysága). A Serenissima megnevezést a Velencei Köztársaság hivatalos megnevezéséből (Serenissima Repubblica di Venezia) kölcsönözték. A város címerét is megváltoztatták: piros alapra az S.P.Q.N. (Senatus Populusque Neapolitanus) aranyozott iniciáléi kerültek. Ezt a római címerből kölcsönözték, melyben az S. P. Q. R. iniciálék szerepelnek (Senatus Populusque Romanus). A címert II. Henrik pajzsa díszítette.

## Történelem
A 17. század első felében a Nápolyi Királyságban is érezhetőek voltak az egész Európát sújtó gazdasági problémák. Ezt tetőzte még az alkirályok érzéketlensége a helyi problémákkal szemben. Ők legfőbb feladatuknak Spanyolország hadainak pénzügyi támogatását tekintették az 1635 óta folyó francia–spanyol háborúban.
Noha Don Rodrigo Ponce de León alkirálynak sikerült szinte teljes mértékben levernie a Masaniello által vezetett felkelést és helyreállítania a rendet a városba, a lakosság elégedetlensége egyre nőtt. A spanyol flotta, melynek paranacsnoka Don Juan José de Austria herceg, IV. Fülöp spanyol király házasságon kívül született fia volt, ágyútűz alá vette a várost az utolsó felkelők leverése érdekében. Ekkor viszont újabb felkelés tört ki, ezúttal nemcsak a szegény lazzarik, hanem az egész város spanyolellenes érzelmű lakossága fellázadt. A felkelést Gennaro Annese fegyverkészítő mester vezette. 
A felkelők elűzték a spanyolokat és kikiáltották a köztársaságot. A nápolyiak Franciaország segítségét kérték, és Guise hercegét, II. Lotaringiai Henriket hívták meg az új államalakulat élére. A Rómában tartózkodó Guise herceg azonnal elfogadta a felkérést, így látva biztosítva a 16. századi itáliai háborúkban elvesztett francia fennhatóság helyreállítását a Nápolyi Királyságban. 1647. november 15-én érkezett Nápolyba és elfoglalta a köztársaság kormányzói székét. 
Az Első Nápolyi Köztársaság jövője már a kezdetektől bizonytalan volt. A spanyolok ellenőrizték a város környéki erődöket, míg a nemesség Aversából ellenőrizte az egész tartományt és a várost ellátó útvonalakat. Noha 1648-ban sikerült meghódítani Aversát, a helyzet gyakorlatilag nem változott. A spanyolok Don Juan José de Austria vezetésével elővigyázatos stratégiát követtek: kémeket és bujtogatókat küldtek a városba, így állítva saját oldalukra a városi nemességet. 
1648. április 5-én II. Henrik a spanyolpárti nemesség nyomására kitöréssel próbálkozott, mely kudarcba fulladt és a spanyoloknak ellenállás nélkül sikerült visszahódítaniuk a várost. 
1648. június 4-én a francia flotta 40 hajóval megpróbálta elfoglalni a várost, de a lakosság, belefáradva az egy évvel korábban kitört felkelésbe, nem lázadt fel. A franciák megpróbáltak Procida szigetén partra szállni, de ezt a spanyolok megakadályozták, visszavonulásra késztetve a francia flottát. 
1648. augusztus 4-én egy erősebb francia flotta jelent meg Nápoly partjainál Savoyai Tamás carignanói herceg vezetésével. Ezúttal sikerült ugyan meghódítaniuk Procida szigetét, de sorozatos vereségeket szenvedtek Ischián, Pozzuoli és Salerno mellett, így kénytelenek voltak feladni a Nápoly meghódítására tett kísérleteket.
A következő év június 3-án ismét kitört a felkelés, de ezt a spanyolok könnyen leverték, mert a lakosság belefáradt az utcai harcokba.

## Kapcsolódó lapok
- Nápoly
- Nápolyi Királyság